# Oreoica gutturalis
Il campanaro crestato (Oreoica gutturalis (Vigors & Horsfield, 1827)) è un uccello passeriforme, unica specie nota del genere Oreoica Gould, 1838.

## Etimologia
Il nome scientifico del genere, Oreoica, deriva dal greco ορειοικος (oreioikos, "abitatore delle montagne"), mentre quello della specie, gutturalis, significa in latino "riferito alla gola", in riferimento alla livrea.

## Descrizione

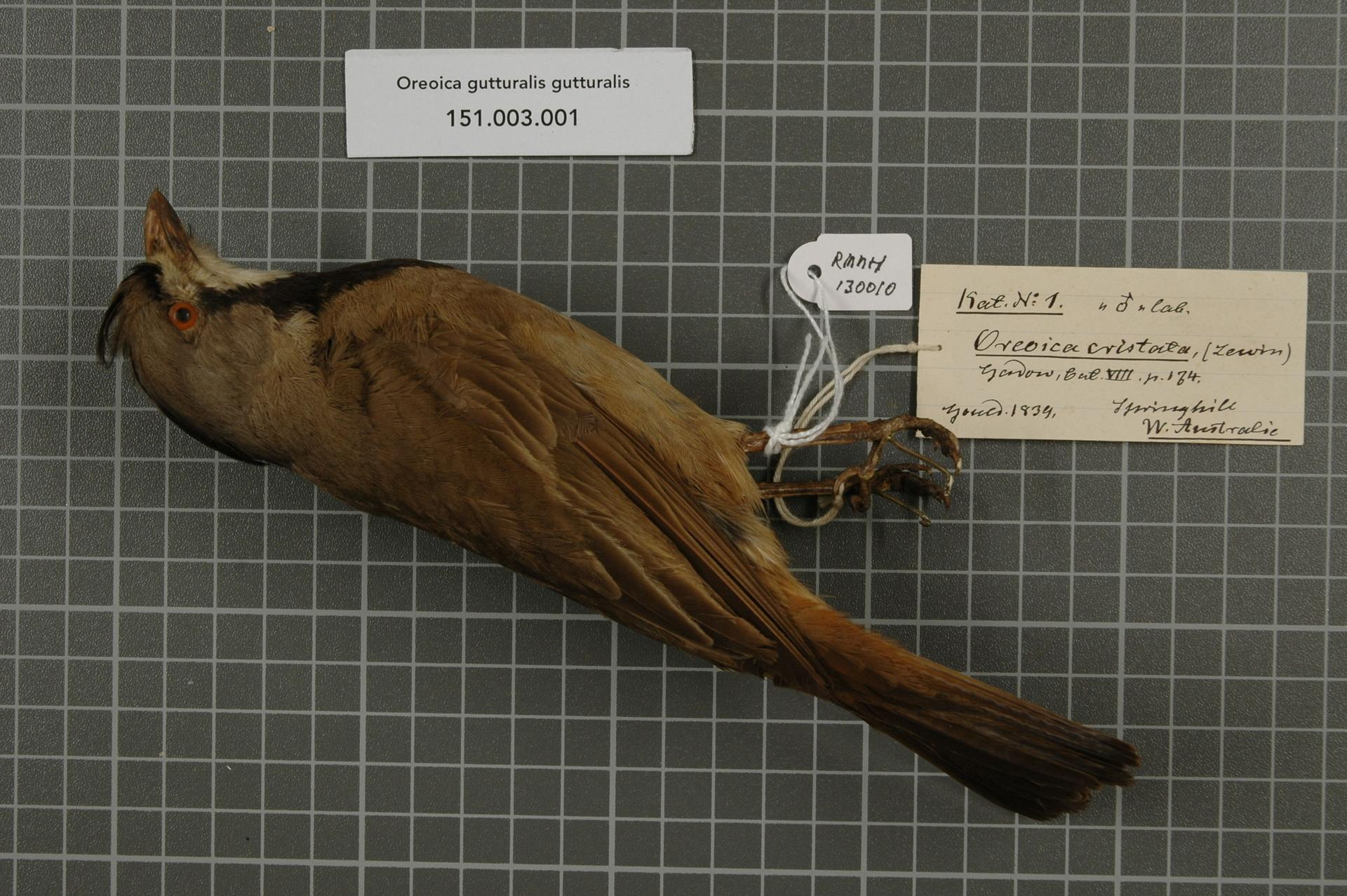
Maschio impagliato.

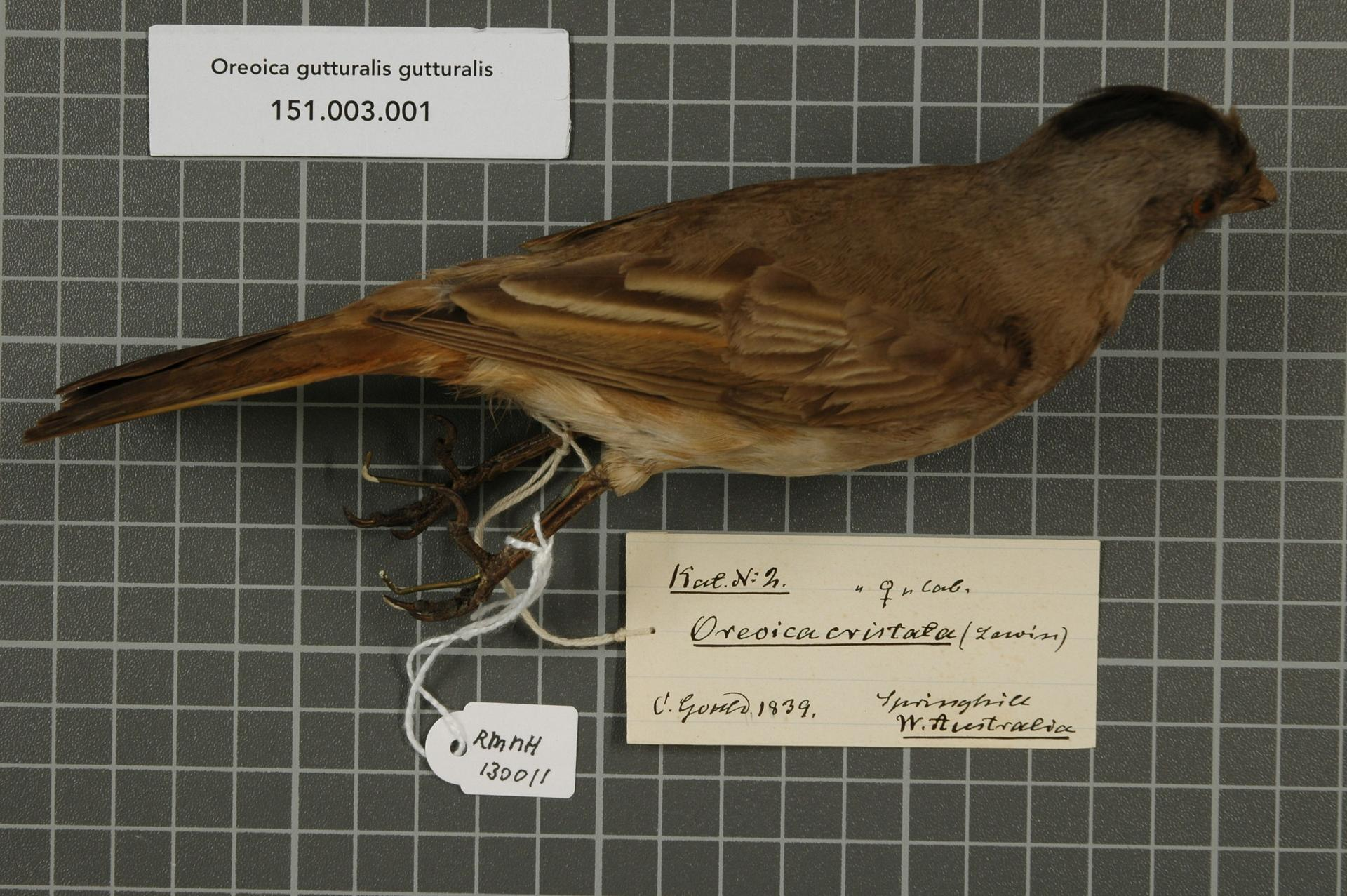
Femmina impagliata.

### Dimensioni
Misura 19–23 cm di lunghezza, per 56-67 g di peso.

### Aspetto
Si tratta di uccelli dall'aspetto robusti, muniti di grossa testa squadrata, becco conico di media lunghezza, ali appuntite, forti zampe e coda dall'estremità squadrata: come intuibile dal nome comune, il campanaro crestato possiede penne della fronte e della parte anteriore del vertice allungate ed erettili.
Il piumaggio presenta dimorfismo sessuale: nei maschi testa, scapole e parte superiore del dorso sono di color grigio cenere, che sfuma nel bruno-grigiastro su dorso, ali e coda, con queste ultime due parti più scure e tendenti al grigio-nerastro. Fronte e vertice sono di colore nero, mentre la faccia è di colore bianco candido fino all'occhio, orlata di nero, e nera è anche la gola, così come la parte superiore del petto: il resto del petto è bianco, mentre il ventre ed i fianchi sono di colore giallastro.

Nelle femmine la maschera bianca è assente, con la testa che è quasi completamente grigia, e manca anche il disegno nero sul petto (che, così come il ventre, è di colore bianco-grigiastro), mentre la cresta è nera come nei maschi ed il sottocoda è di color giallo-bruno.
In ambedue i sessi, il becco è di colore nerastro, le zampe sono di color nero-bluastro e gli occhi sono di colore giallo-rossiccio.

## Biologia

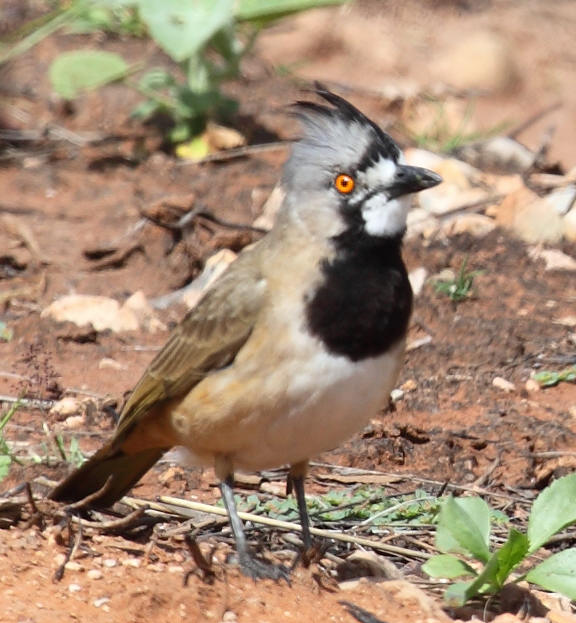
Esemplare al suolo nel Territorio del Nord.

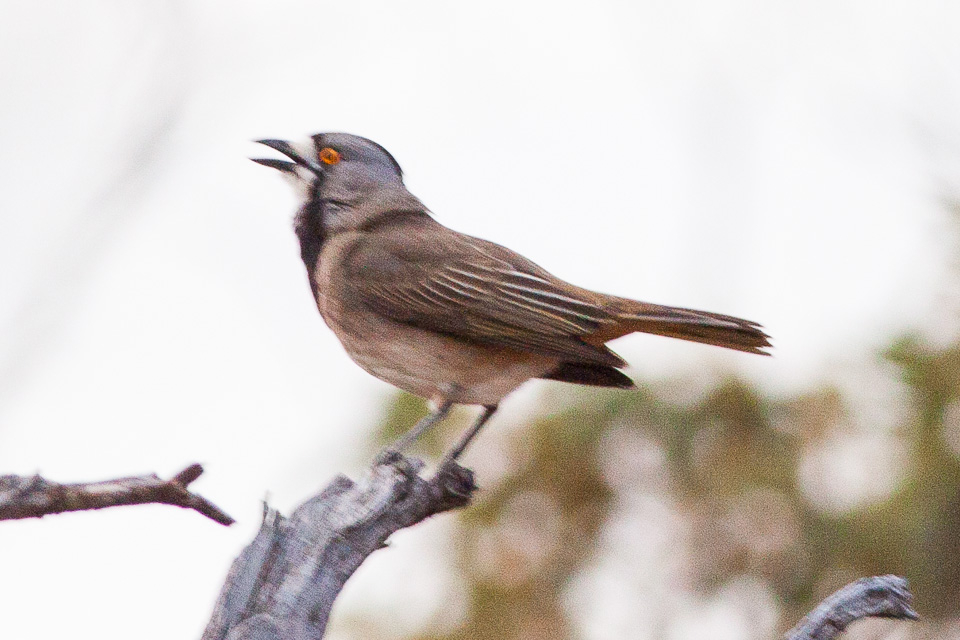
Esemplare canta in natura.

Si tratta di uccelli dalle abitudini di vita essenzialmente diurne, che vivono perlopiù da soli o in coppie (al più in gruppi familiari coi giovani che non hanno ancora raggiunto la piena indipendenza), talvolta aggregandosi in stormi misti insieme ad altre specie come il beccospino groppacastana e la balia fronterossa: questi uccelli passano la maggior parte della giornata alla ricerca di cibo al suolo o fra i cespugli bassi, riparandosi fra i cespugli per passare la notte.
Il richiamo di questi uccelli è molto distintivo, formato da du sillabee uguali e fischianti e tre più veloci e liquide, che vengono onomatopeizzate divenendo il nome comune del campanaro crestato in lingua aborigena (panpanpanella) ed inglese australiano (dick-dick-the-devil): non di rado i due sessi duettano, col maschio che emette i fischi iniziali (potendo essere udito fino a mezzo chilometro di distanza, mentre è piuttosto raro vedere materialmente questi uccelli) e la femmina risponde con le tre note veloci. Il campanaro crestato è inoltre un ottimo ventriloquo.

### Alimentazione

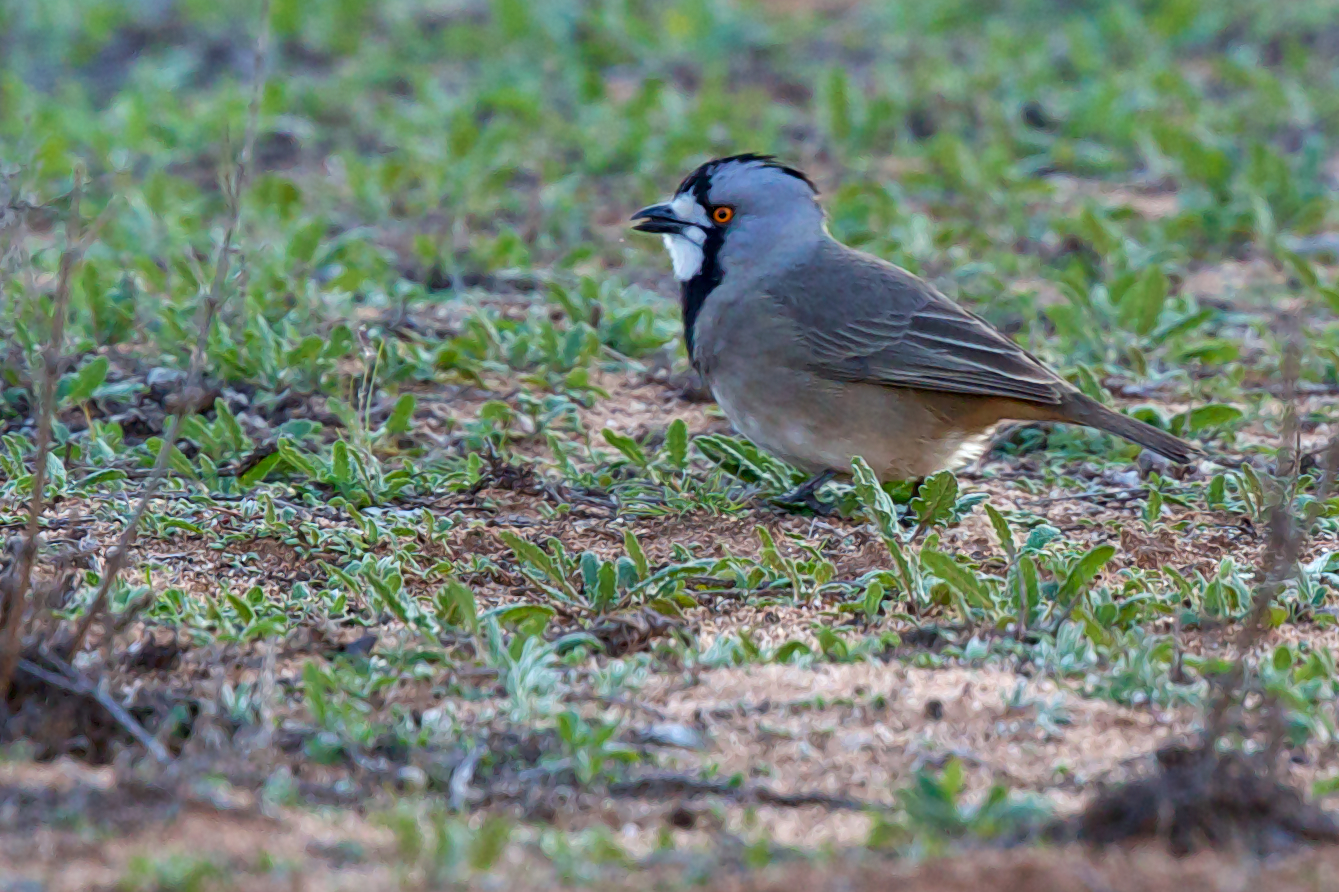
Esemplare si nutre al suolo nel Victoria.

La dieta di questi uccelli è essenzialmente insettivora, componendosi soprattutto di insetti reperito al suolo e fra le erbe, ma anche di altri piccoli invertebrati e, sebbene più sporadicamente, cibo di origine vegetale come semi e granaglie, bacche e frutta.

### Riproduzione
Il periodo riproduttivo è irregolare e legato al regime delle piogge, andando dalla fine di giugno ai primi di marzo, con picchi delle schiuse fra agosto e dicembre: questi uccelli sono monogami.
Il nido è a forma di coppa profonda e viene costruito da ambedue i partner fra gli alberi, posizionandolo indifferentemente alla biforcazione di un ramo o in una cavità del tronco, solitamente sotto i due metri d'altezza dal suolo, intrecciando fibre vegetali (corteccia, fili d'erba, rametti) e foderando l'interno con fili d'erba e foglie: una caratteristica peculiare dei campanari crestati è la tendenza a disporre (dopo averli immobilizzati recidendo loro la testa) bruchi di varie specie nel nido e nei dintorni di esso.
All'interno del nido la femmina depone 3-5 uova bianco-azzurrine con rada maculatura bruno-grigiastra, che ambedue i sessi si alternano a covare per circa due settimane, quando schiudono pulli ciechi ed implumi.

I nidiacei vengono accuditi da ambedue i genitori (che li nutrono anche coi bruchi precedentemente posizionati nei pressi del nido) per circa un mese e mezzo, dopodiché possono dirsi completamente indipendenti e si allontanano.

## Distribuzione e habitat

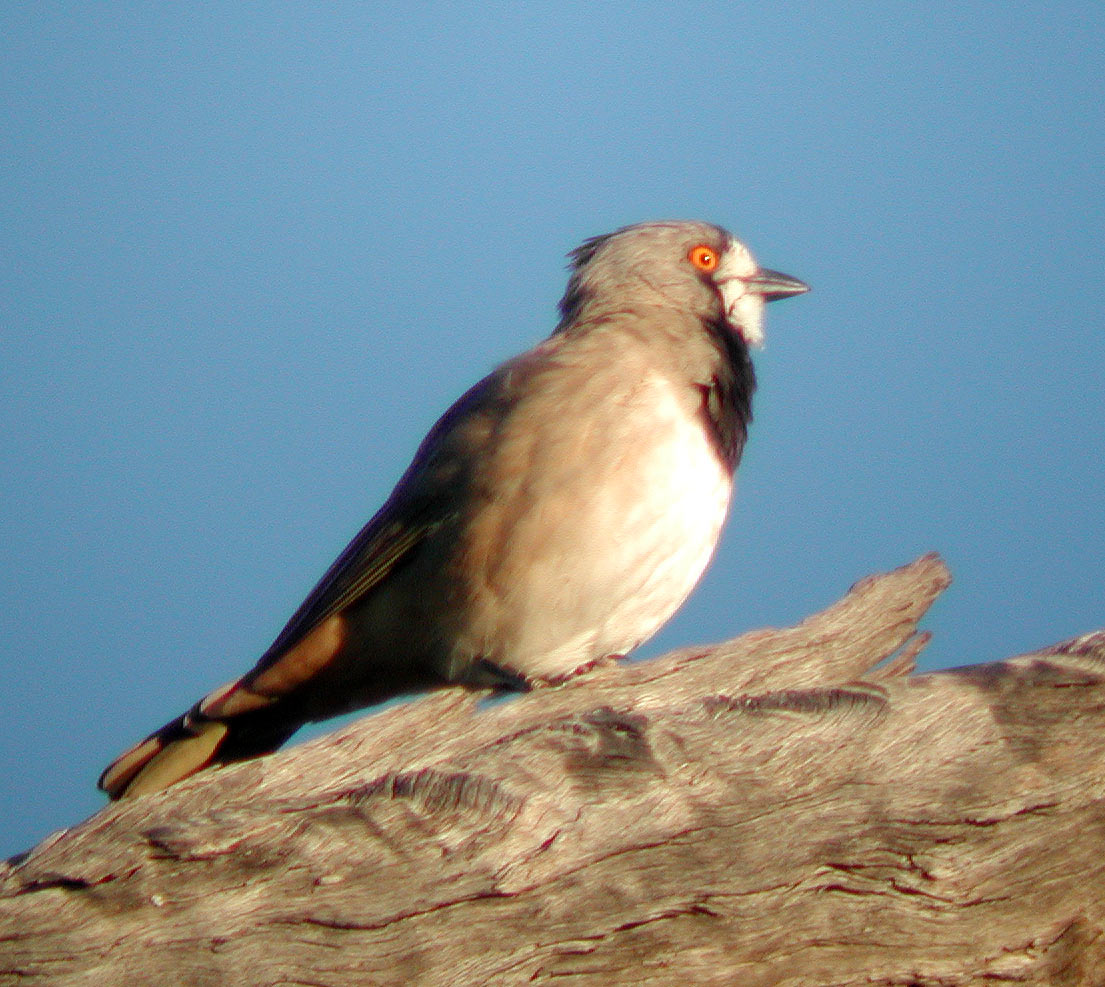
Maschio nel Queensland sud-occidentale.

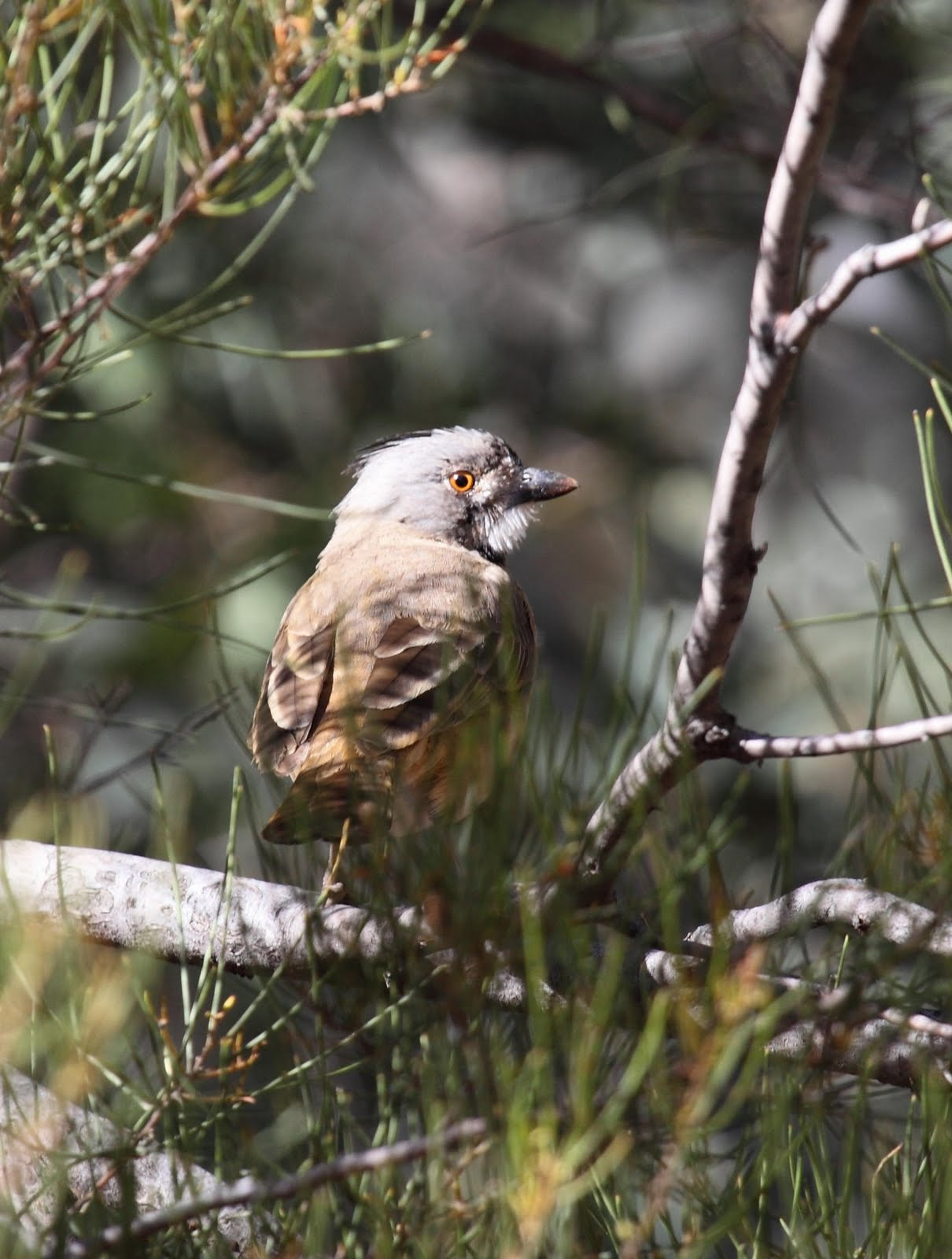
Esemplare nel Territorio del Nord.

Il campanaro crestato è endemico dell'Australia, della quale occupa grossomodo tutto il territorio, ad eccezione della penisola di Capo York, della fascia costiera orientale ad est della Grande Catena Divisoria e di quella sud-orientale, della punta sud-occidentale, del Kimberley e della terra di Arnhem: essi mancano inoltre dalla Tasmania.
L'habitat di questi uccelli è rappresentato dalle aree erbose e cespugliose (ad esempio le praterie a spinifex) con presenza di macchie alberate a preminenza di acacia ed eucalipto.

## Tassonomia
Se ne riconoscono due sottospecie:
- Oreoica gutturalis gutturalis (Vigors & Horsfield, 1827) - la sottospecie nominale, diffusa nella porzione sud-orientale dell'areale occupato dalla specie;
- Oreoica gutturalis pallescens Mathews, 1912 - diffusa in Australia Occidentale, Territorio del Nord, Australia meridionale (ad eccezione della porzione sud-orientale) e nel Queensland centrale e occidentale;